# Peter Mafany Musonge
Peter Mafany Musonge, född 3 december 1942, är en kamerunsk politiker.
Musonge har tjänstgjort som regeringschef i Kamerun från 19 september 1996 till 8 december 2004.